# 滴滴涕
滴滴涕（英語：DDT），全名雙對氯苯基三氯乙烷（英語：Dichloro-Diphenyl-Trichloroethane），化学式為(ClC6H4)2CH(CCl3)。白色晶體，不溶于水，溶于煤油，可制成乳劑，对人类毒性高，曾经是最著名的合成农药和杀虫剂。后来人们发现滴滴涕不易降解，积累下来对鱼类和鸟类生存繁殖不利，破坏生态平衡，在世界大部分地区已经停止使用滴滴涕，只有少数地区還继续使用以对抗疟疾。世界衞生組織WHO界定為二級致癌物。

## 特性
工业品滴滴涕为白色或微黄固体，组成一般为70%的p,p'-滴滴涕及20%的o,p'-滴滴涕，后者杀虫活性较弱，是主要的副产物。滴滴涕是高度疏水的无色结晶固体，有微弱的特征气味。几乎不溶于水，易溶于多数有机溶剂和油脂中。它对空气、光和酸均稳定，但在碱存在下，可以消除分子氯化氢，得到1,1-双(对氯苯基)-2,2-二氯乙烯（DDE），在强烈水解条件下还可以生成邻-(4-氯苯基)-4-氯苯乙酸（DDA）。

## 合成
滴滴涕是用氯苯和三氯乙醛于酸性条件下高温缩合而成的。反应需要在硫酸或发烟硫酸的存在下进行，滴滴涕的产率几乎是定量的。

## 历史
1874年，珀斯泰勒学院普雷斯顿（Preston）合成了滴滴涕，但人們沒有發現它的用處。
1939年，瑞士化學家保罗·米勒發現滴滴涕可以能迅速殺死蚊子、蝨子和農作物害蟲，並比其他殺蟲劑安全。随后于1940年他获得了第一个瑞士专利。1942年，商品滴滴涕面市，用于植物保护和卫生方面。时值第二次世界大战和战后时期，世界很多地方传染病流行，滴滴涕的使用令疟蚊、苍蝇和虱子得到有效的控制，并使疟疾、伤寒和霍乱等疾病的发病率急剧下降。例如1944年，盟军在那不勒斯用滴滴涕成功阻止一场斑疹伤寒的爆发。疟疾可以说实际上已被根除。由于在防止传染病方面的重要贡献，米勒于1948年获得了诺贝尔生理学或医学奖。
滴滴涕为20世纪上半叶防止农业病虫害，减轻疟疾、伤寒等蚊蝇传播的疾病危害起到了不小的作用。根据世界卫生组织估计，滴滴涕的使用前后大概拯救了大约2500万人的生命。滴滴涕对温血动物的急性毒性较低，可以直接噴灑於人體上，故經常被過量（超過建議量）使用。
1960年代，科学家们发现滴滴涕在环境中非常难分解，并可在动物脂肪内蓄积，甚至在南极企鹅的血液中也检测出滴滴涕。美國海洋生物學家瑞秋·卡森所著的《寂静的春天》一书在唤起公众意识方面有很重要的作用。据估计，滴滴涕在生物体内的代谢半衰期为8年；鸟类体内含滴滴涕会导致产软壳蛋而不能孵化，尤其是处于食物链顶极的食肉鸟如美国国鸟白头海鵰几乎因此而灭绝。而且滴滴涕对鱼类是劇毒，因此从1970年代後，多數國家明令禁止或限制生产和使用滴滴涕。由于机体对滴滴涕的积累是可逆的，禁用滴滴涕以后，美国密西根湖鱼类体内的滴滴涕现在已经减少了90%。滴滴涕禁令还催生了中国的环境保护事业，近年市場販售所謂新滴滴涕或強效滴滴涕、敵殺死等名稱產品是溴氰菊酯產物，與滴滴涕化學機制並無相關，其可達滴滴涕的100倍殺蟲毒性，但對滴滴涕抗藥的蟲類對溴氰菊酯亦有抗性。
1950年代至1980年代是滴滴涕的使用高峰期，这一段时间内每年滴滴涕的使用量均超过4万吨。自1940年代起，滴滴涕的全球总产量据估计达到180万吨。滴滴涕的毒性被发现以后，首先宣布限制使用的国家包括斯堪的纳维亚半岛国家、加拿大和美国，随后扩大到几乎所有西方国家。但直到现在，仍然有许多第三世界国家在使用滴滴涕。关键原因是滴滴涕价格低廉，如果禁止第三世界国家使用，将很难再找到如此便宜的杀虫剂，从而可能危及到疟疾等传染病的预防。

## 代谢
滴滴涕的主要代谢产物是上文所提到的消除产物DDE，其代谢最终产物则为亲水性的DDA，它可以随尿排出动物体外。此外在昆虫和其他动物组织中，还可以发现进一步代谢的产物——2,2-双(对氯苯基)-1,1-二氯乙烷（DDD）。

## 毒性
滴滴涕具有中等的急性毒性，从半数致死量的角度来看滴滴涕对温血动物的毒性是相当低的。但是问题在于，滴滴涕以及其主要代谢产物DDE，由于具有较高的亲脂性，因此容易在动物脂肪中积累，生物累積造成长期毒性。此外，滴滴涕还具有潜在的基因毒性、内分泌干扰作用和致癌性，也可能造成包括糖尿病在内的多种疾病。滴滴涕的代谢物DDE并且是一种抗雄激素。

## 作用机制
滴滴涕的作用部位是昆虫的神经轴突。受滴滴涕毒化的神经的放电过程中，在电刺激产生单一尖峰以后，紧接一个延续的负后电位，并随后出现一系列的动作电位，即所谓重复后放。重复后放是昆虫的中毒初期，即兴奋期。然后转入不规则的后放，有时产生一连串的动作电位，有时停止。这一阶段内昆虫出现痉挛和麻痹，而到重复后放变弱时乃进入完全麻痹。传导的终止即为死亡的来临。
对重复后放机制的解释目前仍然不统一，存在多种学说，例如钠离子通道学说、受体学说、钙离子-ATP酶学说和神经毒素产生说等。